# Campionati statunitensi di ginnastica artistica 2000
I John Hancock U.S Gymnastics Championships sono la 38ª edizione della competizione. Si svolgono al Kiel Center di Saint Louis dal 26 al 29 luglio 2000.

## Accesso agli Olympic Trials
Nella categoria senior femminile, le prime 12 ginnaste nell'all-around guadagnarono un posto agli Olympic Trials che si sarebbero tenuti il mese seguente a Boston, Massachusetts.Cinque ginnaste chiesero formalmente di essere ammesse su verifica privata.
Nella categoria senior maschile, il processo si ripeté,ma furono 14 i ginnasti a qualificarsi tramite gara ed altri 3 si qualificarono tramite verifica privata.

## Programma
Tutti gli orari sono in UTC-6.
| Giorno    | Ora   | Gara                             |
| --------- | ----- | -------------------------------- |
| 26 luglio | 13.00 | Prima Giornata Uomini (Junior)   |
| 26 luglio | 19.00 | Prima Giornata Uomini (Senior)   |
| 27 luglio | 13.00 | Prima Giornata Donne (Junior)    |
| 27 luglio | 19.00 | Prima Giornata Donne (Senior)    |
| 28 luglio | 19.00 | Seconda Giornata Uomini (Senior) |
| 29 luglio | 13.00 | Seconda Giornata Donne (Junior)  |
| 29 luglio | 18.00 | Seconda Giornata Donne (Senior)  |

## Podi

### Uomini Senior
| Evento                | Oro                               | Punteggio | Argento                 | Punteggio | Bronzo              | Punteggio |
| Concorso individuale  | Blaine Wilson                     | 115.675   | Sean Townsend           | 113.975   | Paul Hamm           | 112.925   |
| Corpo libero          | Blaine Wilson                     | 9.650     | Paul Hamm Freddie Umali | 9.600     |                     |           |
| Cavallo con maniglie  | John Roethlisberger               | 9.650     | Stephen McCain          | 9.625     | Blaine Wilson       | 9.600     |
| Anelli                | Blaine Wilson John Roethlisberger | 9.900     |                         |           | Cortney Bramwell    | 9.850     |
| Volteggio             | Blaine Wilson                     | 9.925     | Sean Townsend           | 9.725     | John Roethlisberger | 9.475     |
| Parallele simmetriche | Trent Wells                       | 9.850     | Justin Toman            | 9.700     | Blaine Wilson       | 9.600     |
| Sbarra                | Trent Wells Jamie Natalie         | 9.650     |                         |           | Brett McClure       | 9.600     |

### Donne Senior
| Evento                 | Oro                       | Punteggio | Argento                                  | Punteggio | Bronzo           | Punteggio |
| Concorso individuale   | Elise Ray                 | 76.987    | Kristen Maloney                          | 76.712    | Jamie Dantzscher | 75.700    |
| Volteggio              | Kristen Maloney           | 9.512     | Vanessa Atler                            | 9.437     | Kendall Beck     | 9.350     |
| Parallele asimmetriche | Elise Ray                 | 9.800     | Shannon Miller Amy Chow Alyssa Beckerman | 9.650     |                  |           |
| Trave d'equilibrio     | Alyssa Beckerman Amy Chow | 9.650     |                                          |           | Elise Ray        | 9.625     |
| Corpo libero           | Kristen Maloney           | 9.825     | Elise Ray                                | 9.750     | Vanessa Atler    | 9.675     |